# Szirin Ebadi
Szirin Ebadi (pers.: شیرین عبادی IPA: [ʃiːˈriːn ebɒːˈdiː], ur. 21 czerwca 1947 w Hamadanie) – irańska prawniczka, działaczka na rzecz praw człowieka oraz nauczycielka akademicka i publicystka.

## Zarys biografii
Jako pierwsza kobieta w historii Iranu była sędzią. Gdy zakazano jej wykonywania zawodu, została adwokatką i broniła wielu działaczy opozycji. Aresztowana i skazana na trzy lata pozbawienia wolności – wykonanie wyroku zawieszono pod naciskiem opinii publicznej. Jest nieoficjalną rzeczniczką praw kobiet w Iranie i założycielką Towarzystwa Obrony Praw Dzieci w tym kraju. Głosi potrzebę dialogu pomiędzy różnymi kulturami i religiami świata, opartego na wspólnych, łączących je, wartościach.
Otrzymała wiele wyróżnień za działalność na rzecz praw człowieka, z których najważniejszym jest Pokojowa Nagroda Nobla, przyznana 10 grudnia 2003.
W 1994 napisała książkę: Historia i dokumentacja praw człowieka w Iranie. Jest także autorką książki napisanej we współpracy z Azadeh Moaveni: Broniłam ofiar • Pamiętnik z Iranu.